# Resolució 564 del Consell de Seguretat de les Nacions Unides
La Resolució 564 del Consell de Seguretat de les Nacions Unides, aprovada per unanimitat el 31 de maig de 1985, després de prendre nota de la declaració feta pel President del Consell de Seguretat de les Nacions Unides, el Consell va expressar la seva alarma i preocupació per la violència que afectava la població civil del Líban i la dels camps de refugiats palestins del que han resultat víctimes.
El Consell va instar a organitzacions internacionals, com el Comitè Internacional de la Creu Roja i l'Agència de les Nacions Unides per als Refugiats de Palestina al Pròxim Orient a ajudar a prestar assistència humanitària a la població civil. També va demanar al Govern del Líban i al Secretari General de les Nacions Unides que vetllin per la implementació de la Resolució 564, que el Consell seguirà de prop.